# 廖中
廖中（1435年—？），字用中，福建延平府順昌縣人，民籍，明朝政治人物。進士出身。

## 生平
早年出身國子生，成化四年（1468年）戊子科應天府鄉試第一百三十二名。成化十一年（1475年）乙未科會試三十一名，殿試登進士第二甲第五十名。

## 家族
曾祖父廖明玉。祖父廖孟爵。父亲廖興。